# 데니 레예스
데니 레예스(Denyi Reyes, 1996년 11월 2일 ~ )는 도미니카 공화국의 야구 선수이자, 전 KBO 리그 삼성 라이온즈의 투수이다.

## 미국 프로야구 시절

### 보스턴 레드삭스
2014년 7월 2일에 보스턴 레드삭스와 국제 자유계약 선수로 계약했다. 2015년에 도미니카 서머리그의 레드삭스 팀에서 프로 데뷔하였고, 15경기에서 7승 1패, 평균자책점 2.88을 기록했다. 2016년은 루키 리그인 걸프 코스트 리그 레드삭스에서 9경기에 출장해 4승 1패의 성적과 평균자책점 2.34를 기록했다. 2017년에 로우A 로웰 스프니스에서 15경기에 출장해 9승 0패, 평균자책점 1.45를 기록했다. 2018년에는 싱글A 그린빌 드라이즈, 하이A 살렘 레드삭스에서 총 27경기(선발 24경기)에 출장해 평균자책점 1.97, 12승 5패를 기록했다.

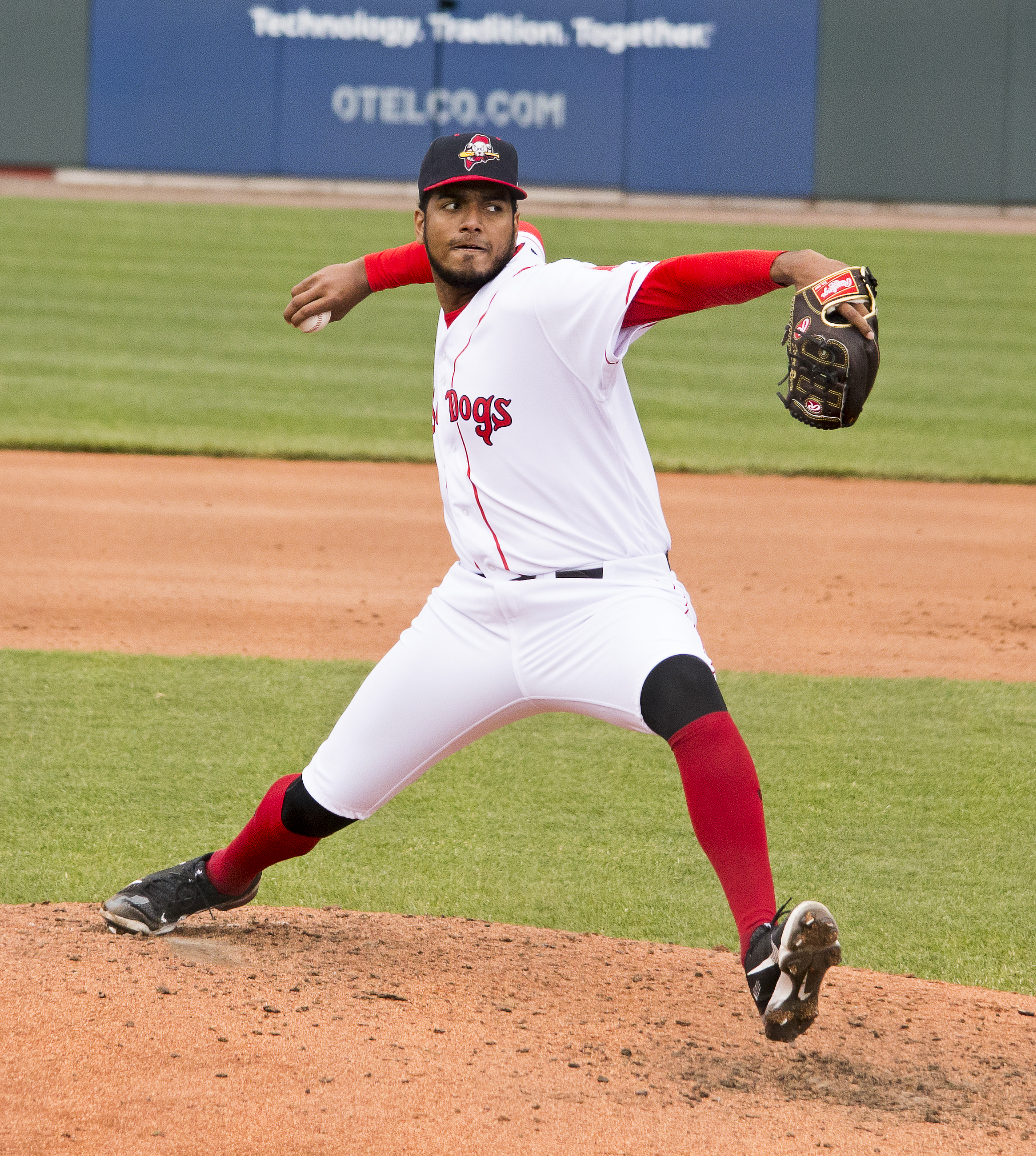
2021년 포틀랜드 시독스의 레이예스

2018년 11월 20일, 레드삭스는 룰 5 드래프트에서 보호하기 위해 레이예스를 40인 로스터에 포함시켰다. 2019시즌은 더블A 포틀랜드 시독스에서 26경기 선발 등판해 151+1⁄3 이닝을 소화하고 8승 12패, 평균자책점 4.16, 삼진 116개를 기록했다. 2020년 1월 28일, 미치 모어랜드를 40인 로스터에 등록하기 위해 레이예스는 지명할당 선언되었다. 레이예스는 2월 3일에 마이너리그인 트리플A 포터킷 레드삭스로 보내졌다. 2020년 레드삭스 스프링캠프 명단에 40인 로스터 바깥의 추가참여 선수로 발표되었지만 코로나19 범유행으로 2020년 마이너리그는 취소되었다. 2021시즌을 더블A 포틀랜드 시독스에서 보냈고 20경기에 출전해 .57+2⁄3 이닝을 투구하여 평균자책점 4.21, 삼진 63개를 기록했다.  2021년 11월 7일 자유계약 선수 자격을 획득하였다.

### 볼티모어 오리올스
2022년에 볼티모어 오리올스에 입단하였다.

## KBO 리그시절

### 삼성 라이온즈시절
2024년에 데이비드 뷰캐넌을 대체할 선수로 영입, 1군 26경기에 등판해 11승 4패 평균자책점 3.81을 기록하며 삼성 선발진의 한 축으로 나서며 시즌 후 재계약했다.